# Mitsukurinidae
Los mitsukurínidos (Mitsukurinidae) es una familia de elasmobranquio del orden Lamniformes que cuenta con una única especie viviente: el tiburón duende (Mitsukurina owstoni).

## Taxonomía
Está compuesto por los siguientes géneros:
- Anomotodon Arambourg, 1952
- Mitsukurina Jordan, 1898
- Scapanorhynchus Woodward, 1889
- Woellsteinia Reinecke et al., 2001